# Simplicistilus
Simplicistilus és un gènere d'aranyes araneomorfes de la subfamília dels erigonins, dins de la família Linyphiidae. És un gènere monotípic amb una sola espècie, Simplicistilus tanuekes .
Fou descrit per primera vegada per GH Locket el 1968, i només s'ha trobat a l'Àfrica Central, des de Costa de Marfil  fins a Angola.